# Agathirsia schlingeri
Agathirsia schlingeri är en stekelart som beskrevs av Michael J. Sharkey 2005. Agathirsia schlingeri ingår i släktet Agathirsia och familjen bracksteklar. Inga underarter finns listade i Catalogue of Life.